# 社会病理
社会病理（しゃかいびょうり）とは社会学用語の一つ。社会病理というのは社会で発生している異常な出来事であったり、社会において存在している逸脱や支障などの事柄を意味している言葉である。
内閣府の経済社会総合研究所では社会病理の研究が行われており、現代においては自殺、うつ病、ひきこもりなどが研究対象となっている。